# Andrea Bulfon
Andrea Bulfon, né le 14 décembre 1996 à Trieste en Italie, est un joueur italien de volley-ball. Il mesure 1,98 m et joue attaquant.

## Clubs
| Club          | De        | À   |
| ------------- | --------- | --- |
| Lube Macarata | 2013-2014 | ... |

## Palmarès
- Championnat d'Italie (1)
  - Vainqueur : 2014
- Supercoupe d'Italie
  - Perdant : 2013